# Pont-Évêque
Pont-Évêque is een gemeente in het Franse departement Isère (regio Auvergne-Rhône-Alpes). De plaats maakt deel uit van het arrondissement Vienne. Pont-Évêque telde op 1 januari 2022 5.843 inwoners. 

## Geografie
De oppervlakte van Pont-Évêque bedroeg op 1 januari 2022 8,76 vierkante kilometer; de bevolkingsdichtheid was toen 667 inwoners per km².

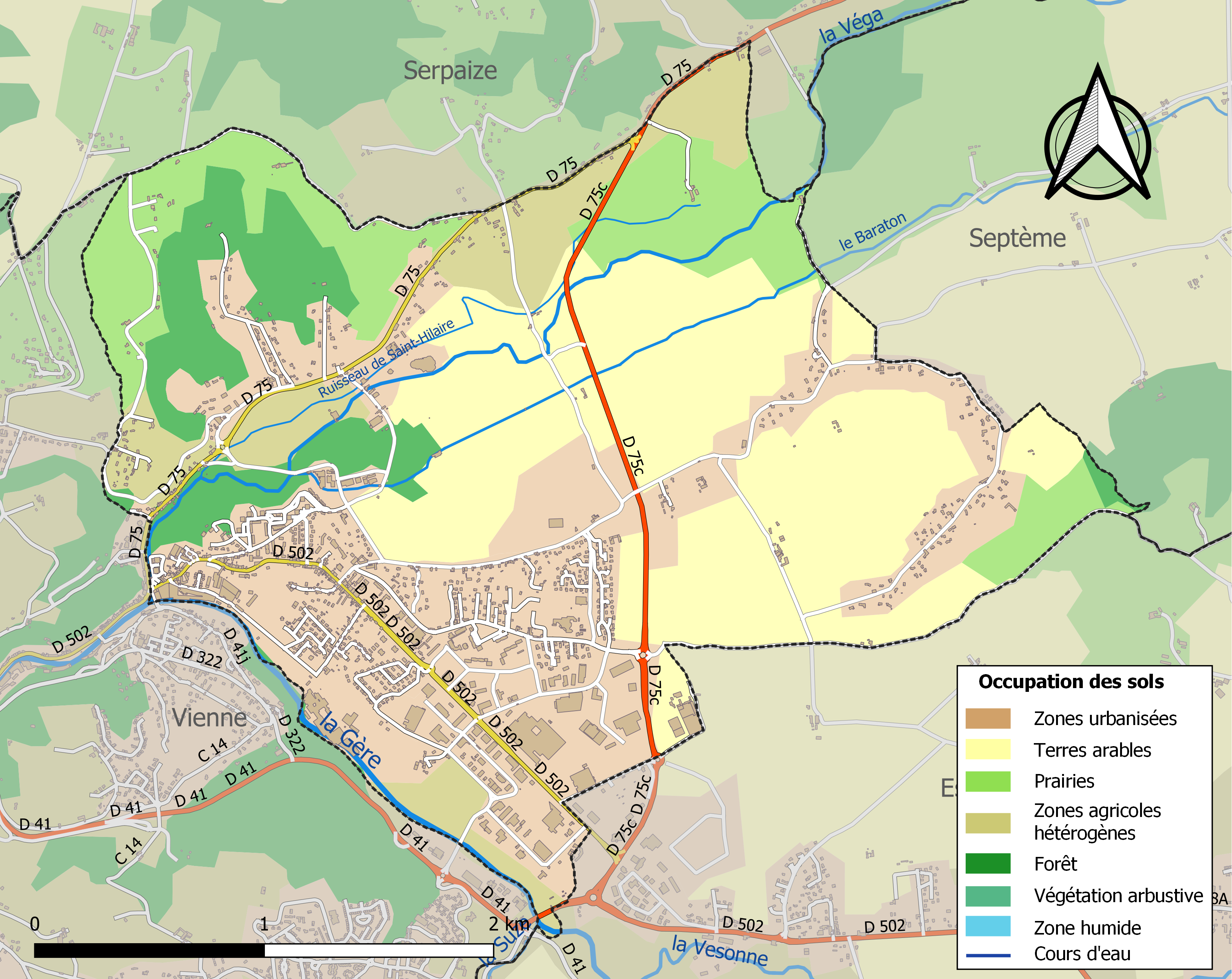
Kaart van de gemeente met de belangrijkste infrastructuur, bodemgebruik en omliggende gemeenten

## Demografie
Onderstaande figuur toont het verloop van het inwonertal (bron: INSEE-tellingen).